# Sobralia fragrans
Sobralia fragrans, tiếng Anh thường gọi là Fragrant Sobralia, là một loài phong lan có ở México to miền nam châu Mỹ nhiệt đới.

## Hình ảnh

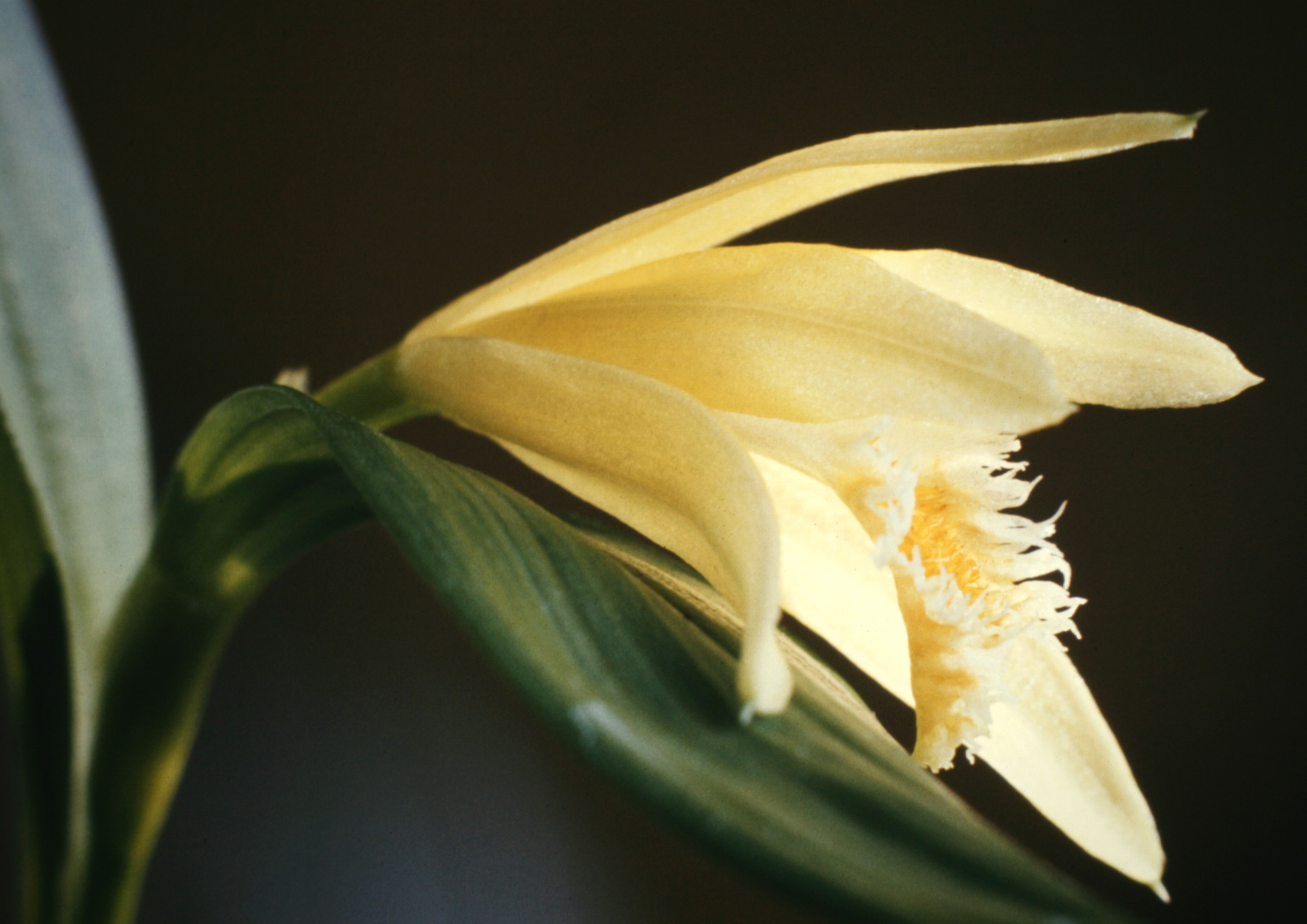
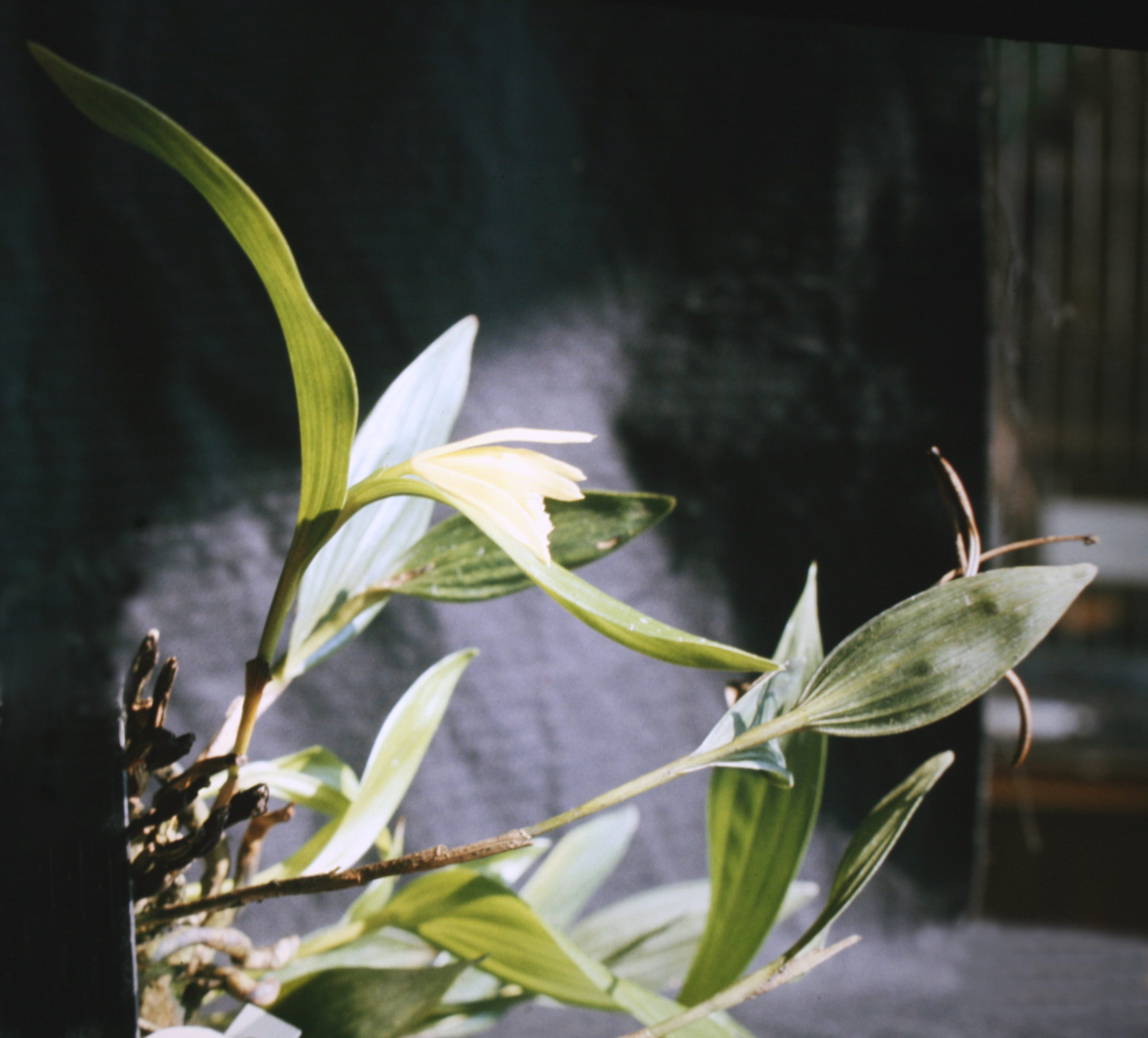
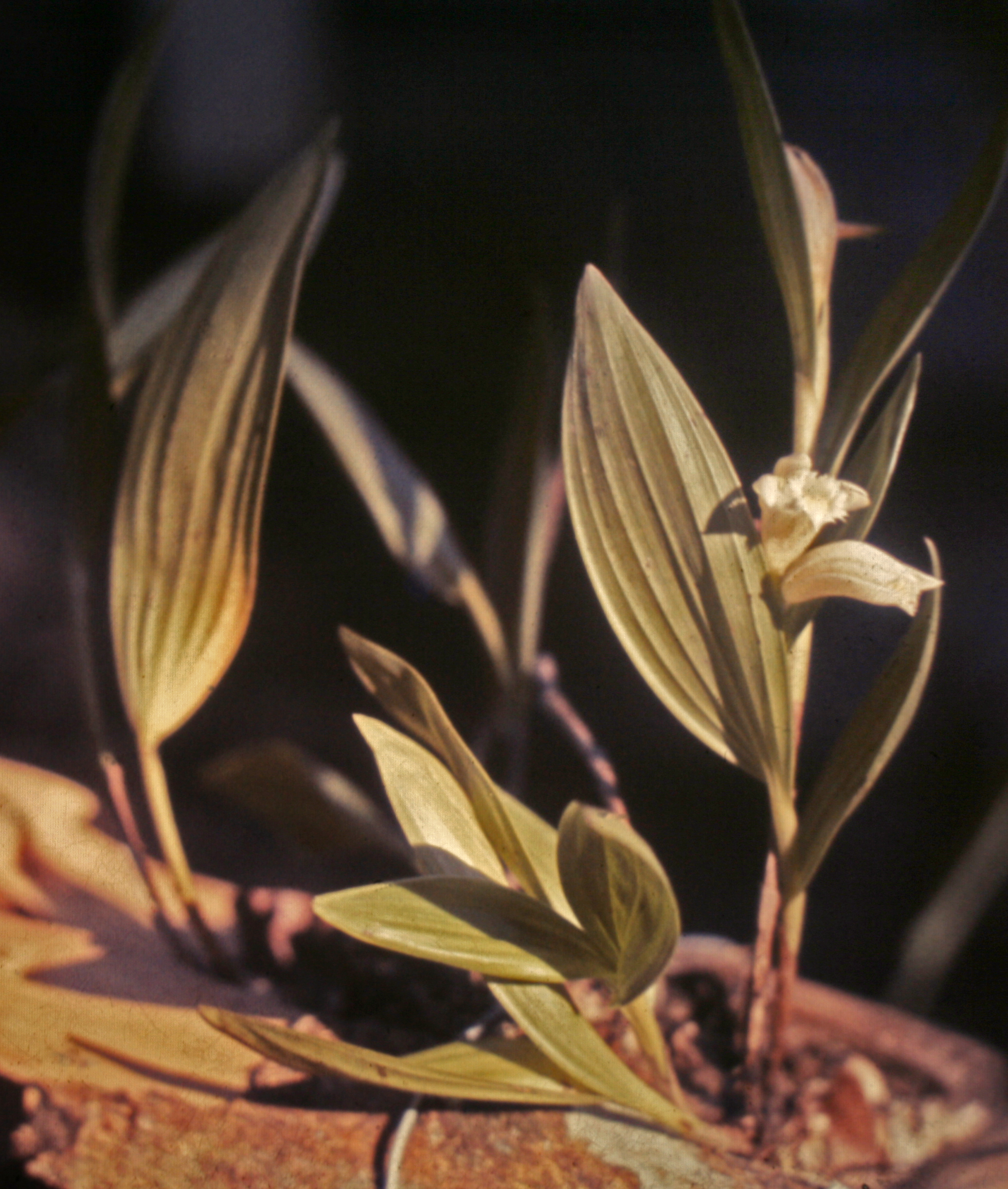